# سابادا
سابادا، (بالإنجليزية: Sappada)‏، (الألمانية:Sappada)، هي (بلدية) في مقاطعة أوديني، في المنطقة الإيطالية من فريولي فينيتسيا جوليا.

## السكان
في سنة 1871 بلغ عدد السكان 1٬336 نسمة، وتطور العدد ليصل في سنة 2011 لـ 1٬306 نسمة.
يظهر هذا المخطط البياني تطور النمو السكاني لـ سابادا

## توأمة
لسابادا اتفاقيات توأمة مع:
- أريتسو